# Natália Kelly
Natália Kelly (Connecticut, Estados Unidos, 18 de diciembre de 1994) es una cantante austriaca, hija de padre estadounidense y madre brasileña. Reside en Bad Vöslau, Baja Austria, y representó a Austria en el Festival de la Canción de Eurovisión 2013 en Malmö (Suecia) con la canción «Shine», aunque no pasó a la final.

## Biografía

### 2000-04: Inicios
Kelly llegó de Estados Unidos a Austria en el año 2000, con seis años. Hija de un hombre de negocios norteamericano y una mujer brasileña, Kelly comenzó su dedicación a la música a una edad temprana. En 2004, con diez años, fue un miembro del coro de opera infantil en la producción de In 80 Tagen um die Welt (La vuelta al mundo en ochenta días) en el teatro estatal de Baden. También en 2004, Kelly acabó en segundo lugar en el concurso de la televisión pública Österreichischer Rundfunk (ORF) Kiddy Contest, en un dúo junto a Manuel Gutleb. En años sucesivos, Kelly participó en varias competiciones como Prima La Musica, de música clásica.

### 2005-07: Gimme 5
Entre 2005 y 2007, Kelly fue miembro del grupo infantil Gimme 5 bajo contrato con la discográfica Universal Music, y producido por Alexander Kahr.

### 2011: The Voice
En 2011, Kelly participó en la versión austríaca de The Voice, y recibió un contrato discográfico de Alexander Kahr.

### 2013: Festival de Eurovisión
El 15 de febrero de 2013, Kelly participó en la preselección austríaca para el Festival de la Canción de Eurovisión 2013, Österreich rockt den Song Contest, con la canción "Shine". Al final de la votación, Kelly había recibido la mayor puntuación, por lo que representó a Austria en el Festival de la Canción de Eurovisión que se celebró en Malmö (Suecia), aunque no pasó a la final.

## Discografía

### Álbumes de estudio
- Natália Kelly (2013)

### Sencillos
- "Shine" (2013)
- "Face the Day" (2013)